# NGC 2179
NGC 2179 is een balkspiraalstelsel in het sterrenbeeld Haas. Het hemelobject werd op 21 november 1835 ontdekt door de Britse astronoom John Herschel.

## Synoniemen
- ESO 555-38
- MCG -4-15-11
- IRAS06059-2144
- PGC 18453